# 斯瓦里奇夫卡
50°57′34″N 32°20′0″E / 50.95944°N 32.33333°E
斯瓦里奇夫卡（烏克蘭語：Сваричівка），是烏克蘭北部的村莊，隸屬切爾尼希夫州的普里盧基區。該村始建於1600年，面積1.16平方公里，海拔高度133米，2001年人口235，人口密度每平方公里201.9人。